# Línea 100 (Buenos Aires)
La Línea 100 es una línea de colectivos del Área Metropolitana de Buenos Aires. Une el barrio de Retiro con la Estación Lanús en la Provincia de Buenos Aires.

## Recorrido

### Ramal 1 Lanús/Retiro X Pavon (100A)

#### A Est. Lanús
Antártida Argentina-Av. Doctor José María Ramos Mejía-Juncal-9 de Julio-Lima-Constitución-Lima Oeste-Av. Brasil-Lima-Av. Caseros-Doctor Ramón Carrillo-Suárez-Vieytes-Alvarado-San Antonio-California-Herrera-Puente Pueyrredon - Av. Hipólito Yrigoyen (Ex Av. Pavón) - Helguera - Gutenberg - Puente Agüero - Crisólogo Larralde (Ex Agüero) - Gral. Güemes - Gral. Heredia - Cnel. Lacarra -Sgto. Cabral - Rep. del Líbano - T. S. de Bustamante - Gral. Dónovan - Bolaños - Pte. Sarmiento - Sitio de Montevideo Hasta 29 de Septiembre en Donde Estaciona en La Est. Lanús.

#### A Retiro
29 de Septiembre-Vicente Diamonte-Presidente Arturo Illia-Presidente Domingo Faustino Sarmiento-Manuel Blanco Encalada-General Donovan-Teniente Coronel Bueras-Mamberti-Bustamante-Lacarra-Av. Crisólogo Larralde-General Heredia-Av. Hipólito Yrigoyen-Puente Pueyrredón (Cap.) Gral. Hornos - Av. Gral. Iriarte-Vieytes-Olavarria-José Aarón Salmún Feijóo-Brandsen-Doctor Ramón Carrillo-Salta-Av. Brasil-Bernardo de Irigoyen-9 de Julio-Carlos Pellegrini-Av. del Libertador-San Martin-Gilardo Gilardi-Letonia-Antártida Argentina

### Ramal 2 Lanús/Retiro X Güemes (100B)

#### A Lanús
Antártida Argentina-Av. Doctor José María Ramos Mejía-Juncal-9 de Julio-Lima-Constitución-Lima Oeste-Av. Brasil-Lima-Av. Caseros - Dr. Ramón Carrillo - Suárez -Vieytes - Alvarado - San Antonio - California - Herrera - Puente Pueyrredón (Pcia) - Av. H. Yrigoyen (Ex Av. Pavón) - Av. Pte. B. Mitre - Maipú - Av. Belgrano - Gral. Güemes- Gral. Heredia- Cnel. Lacarra - Sgto. Cabral - Rep. del Líbano -T. S. de Bustamante- Gral. Dónovan - Bolaños - Pte. Sarmiento - Sitio de Montevideo Hasta 29 de Septiembre (Est. Lanús).

#### A Retiro
29 de Septiembre - Las Piedras - Anatole France -Sitio de Montevideo - Pte. Sarmiento - Blanco Encalada - Gral. Dónovan - Cnel. Bueras - Cmte. Mamberti (Ex Reconquista) - T. S. de Bustamante - Cnel. Lacarra - Crisólogo Larralde (Ex Agüero) - Gral. Güemes - Av. Belgrano - Cnel. Lacarra - Mujeres Argentinas - Av. Belgrano - Gral. Arenales - Av. Pte. B. Mitre - Puente Pueyrredon (Cap.) - Gral. Hornos - Av. Gral. Iriarte -Vieytes -Olavarría - José Aarón Salmún Feijóo - Brandsen - Dr.Ramón Carrillo - Salta - Av. Brasil - Bernardo de Irigoyen-9 de Julio-Carlos Pellegrini-Av. del Libertador-San Martin-Gilardo Gilardi-Letonia-Antártida Argentina

### Ramal 3 Retiro/Roma y Lynch/Aguapey (100C) Ex línea 3

#### A Roma y Lynch/Aguapey
Antártida Argentina-Av. Doctor José María Ramos Mejía-Juncal-9 de Julio-Lima-Constitución-Lima Oeste-Martín Rodriguez-Doctor Enrique Finochietto-Herrera--Puente Pueyrredon-Maipú-Av. Manuel Belgrano-General Güemes-Lucena-Lacarra-José Martín de La Serna-Salta-Coronel Pringles-Pergamino-Eva Perón-Centenario Uruguayo-Berón de Astrada-Blvd. de los Italianos-Coronel Domingo Albariños-Centenario Uruguayo-Fray J. Achaval-Chascomús-Roma-Coronel Lynch

#### A Retiro
Roma-Centenario Uruguayo-Coronel Aguapey-Blvd. de los Italianos-Berón de Astrada-Centenario Uruguayo-Tucumán-Magdalena-Eva Perón-Juan B. Justo-Juncal-Cordoba-Manuel Blanco Encalada-Salta-José Martín de La Serna-Lacarra-Av. Crisólogo Larralde-General Güemes-Av. Manuel Belgrano-General Arenales-Av. Bartolomé Mitre-Puente Pueyrredon-General Hornos-Av. General iriarte-Vieytes-Olavarría-José Aarón Salmún Feijóo-Brandsen-Doctor Ramón Carrillo-Salta-Av. Brasil-Bernardo de Irigoyen-9 de Julio-Carlos Pellegrini-Av. del Libertador-San Martin-Gilardo Gilardi-Letonia-Antártida Argentina

## Flota de la línea

### Flota
| Coches: | Carrocería y Modelo: | Chasis:         | Patente y Año: | Aire acondicionado: | Su pasado:                                                       |
| ------- | -------------------- | --------------- | -------------- | ------------------- | ---------------------------------------------------------------- |
| 4801    | TodoBus Retiro       | Agrale MT17.0LE | AF106VG 2022   | Si                  | -                                                                |
| 4802    | TodoBus Retiro       | Agrale MT17.0LE | AF159UD 2022   | Si                  | -                                                                |
| 4803    | TodoBus Retiro       | Agrale MT17.0LE | AF106VI 2022   | Si                  | -                                                                |
| 4804    | TodoBus Retiro       | Agrale MT17.0LE | AF159UF 2022   | Si                  | -                                                                |
| 4805    | TodoBus Retiro       | Agrale MT17.0LE | AF159UG 2022   | Si                  | -                                                                |
| 4806    | TodoBus Retiro       | Agrale MT17.0LE | AF159VW 2022   | Si                  | -                                                                |
| 4807    | TodoBus Retiro       | Agrale MT17.0LE | AF159VX 2022   | Si                  | -                                                                |
| 4808    | TodoBus Retiro       | Agrale MT17.0LE | AF159VV 2022   | Si                  | -                                                                |
| 4809    | TodoBus Retiro       | Agrale MT17.0LE | AF159VU 2022   | Si                  | -                                                                |
| 4810    | TodoBus Retiro       | Agrale MT17.0LE | AF159VT 2022   | Si                  | -                                                                |
| 4811    | TodoBus Retiro       | Agrale MT17.0LE | AF266IO 2022   | Si                  | -                                                                |
| 4812    | TodoBus Retiro       | Agrale MT17.0LE | AF266IK 2022   | Si                  | -                                                                |
| 4813    | TodoBus Pompeya II   | Agrale MT17.0LE | PMP121 2016    | Si                  | Ex 4713 de la 134 ex ex 4833 de la misma ex ex ex 815 de la 117  |
| 4814    | TodoBus Pompeya III  | Agrale MT17.0LE | AE183RF 2020   | Si                  | -                                                                |
| 4815    | TodoBus Pompeya III  | Agrale MT17.0LE | AE183RZ 2020   | Si                  | -                                                                |
| 4816    | TodoBus Pompeya III  | Agrale MT17.0LE | AE183SA 2020   | Si                  | -                                                                |
| 4817    | TodoBus Pompeya III  | Agrale MT17.0LE | AE183RY 2020   | Si                  | -                                                                |
| 4818    | TodoBus Pompeya III  | Agrale MT17.0LE | AE183RX 2020   | Si                  | -                                                                |
| 4819    | TodoBus Pompeya II   | Agrale MT15.0LE | OPB435 2015    | Si                  | Ex 4732 de la 134 ex ex 869 de la 117                            |
| 4820    | TodoBus Retiro       | Agrale MT17.0LE | AF069QI 2021   | Si                  | -                                                                |
| 4821    | TodoBus Retiro       | Agrale MT17.0LE | AF069QJ 2021   | Si                  | -                                                                |
| 4822    | TodoBus Pompeya III  | Agrale MT17.0LE | AD833ZH 2019   | Si                  | -                                                                |
| 4823    | TodoBus Pompeya III  | Agrale MT15.0LE | AD414CQ 2019   | Si                  | Ex 9318 de la 164 ex ex 4411 de la 115                           |
| 4824    | TodoBus Pompeya III  | Agrale MT15.0LE | AD414DQ 2019   | Si                  | Ex 9319 de la 164 ex ex 4412 de la 115                           |
| 4825    | TodoBus Retiro       | Agrale MT17.0LE | AF069QG 2021   | Si                  | -                                                                |
| 4826    | TodoBus Pompeya III  | Agrale MT15.0LE | AD414CP 2019   | Si                  | Ex 9320 de la 164 ex ex 4413 de la 115                           |
| 4827    | TodoBus Pompeya II   | Agrale MT17.0LE | NMA888 2014    | Si                  | Ex 4734 de la 134 ex ex 1749 de la 188                           |
| 4828    | TodoBus Pompeya II   | Agrale MT17.0LE | NMA882 2014    | Si                  | Ex 4736 de la 134 ex ex 1756 de la 188                           |
| 4829    | TodoBus Pompeya II   | Agrale MT17.0LE | NMA884 2014    | Si                  | Ex 4737 de la 134 ex ex 1757 de la 188                           |
| 4830    | TodoBus Pompeya II   | Agrale MT17.0LE | PBU949 2015    | Si                  | Ex 806 de la 117                                                 |
| 4831    | TodoBus Pompeya II   | Agrale MT17.0LE | NNP163 2014    | Si                  | Ex 4739 de la 134 ex ex 1749 de la 188                           |
| 4832    | TodoBus Retiro       | Agrale MT17.0LE | AG026FA 2023   | Si                  | -                                                                |
| 4833    | TodoBus Retiro       | Agrale MT17.0LE | AF951ST 2023   | Si                  | -                                                                |
| 4834    | TodoBus Pompeya III  | Agrale MT15.0LE | AD414CW 2019   | Si                  | Ex 9321 de la 164 ex ex 4414 de la 115                           |
| 4835    | TodoBus Retiro       | Agrale MT17.0LE | AF951SS 2023   | Si                  | -                                                                |
| 4836    | TodoBus Pompeya III  | Agrale MT15.0LE | AD414CL 2019   | Si                  | Ex 9322 de la 164 ex ex 4415 de la 115                           |
| 4837    | TodoBus Retiro       | Agrale MT17.0LE | AF069QT 2021   | Si                  | -                                                                |
| 4838    | TodoBus Retiro       | Agrale MT17.0LE | AF069QF 2021   | Si                  | -                                                                |
| 4839    | TodoBus Pompeya III  | Agrale MT17.0LE | AD833ZE 2019   | Si                  | -                                                                |
| 4840    | TodoBus Pompeya II   | Agrale MT17.0LE | NNP161 2014    | Si                  | Ex 4740 de la 134 ex ex 1733 de la 188                           |
| 4841    | TodoBus Pompeya II   | Agrale MT17.0LE | NNP162 2014    | Si                  | Ex 4744 de la 134 ex ex 1203 de la 161                           |
| 4842    | TodoBus Pompeya II   | Agrale MT17.0LE | NMA874 2014    | Si                  | Ex 4738 de la 134 ex ex 1733 de la 188                           |
| 4843    | TodoBus Pompeya III  | Agrale MT15.0LE | AD414CX 2019   | Si                  | Ex 9323 de la 164 ex ex 4416 de la 115                           |
| 4844    | TodoBus Pompeya III  | Agrale MT15.0LE | AD414CM 2019   | Si                  | Ex 9315 de la 164 ex ex 4406 de la 115                           |
| 4845    | TodoBus Pompeya III  | Agrale MT17.0LE | AD919PA 2019   | Si                  | Ex 2447 de la 108                                                |
| 4846    | TodoBus Pompeya III  | Agrale MT15.0LE | AD414CN 2019   | Si                  | Ex 9316 de la 164 ex ex 4407 de la 115                           |
| 4847    | Metalpar Iguazú II   | Agrale MT15.0LE | OWG515 2015    | Si                  | Ex 4725 de la 134 ex ex 1226 de la 161                           |
| 4848    | TodoBus Pompeya II   | Agrale MT17.0LE | OVL274 2015    | Si                  | Ex 4729 de la 134 ex ex 835 de la 117                            |
| 4849    | TodoBus Pompeya II   | Agrale MT15.0LE | MOU031 2013    | No                  | Ex 1280 de la 161                                                |
| 4850    | TodoBus Pompeya II   | Agrale MT17.0LE | PON401 2016    | Si                  | Ex 4726 de la 134 ex ex 817 de la 117                            |
| 4851    | TodoBus Pompeya II   | Agrale MT17.0LE | PQP048 2016    | Si                  | Ex 4748 de la 134 ex ex 4883 de la misma ex ex ex 65 de la misma |
| 4852    | TodoBus Pompeya III  | Agrale MT17.0LE | AD919PD 2019   | Si                  | Ex 405 de la 101                                                 |
| 4853    | TodoBus Pompeya III  | Agrale MT17.0LE | AD919PC 2019   | Si                  | Ex 406 de la 101                                                 |
| 4854    | TodoBus Pompeya III  | Agrale MT17.0LE | AD919PB 2019   | Si                  | Ex 407 de la 101                                                 |
| 4855    | TodoBus Retiro       | Agrale MT17.0LE | AG092WG 2023   | Si                  | Ex 1241 de la 161                                                |
| 4856    | TodoBus Pompeya II   | Agrale MT17.0LE | PFD594 2015    | Si                  | Ex 4717 de la 134 ex ex 809 de la 117                            |
| 4857    | TodoBus Pompeya II   | Agrale MT15.0LE | PMP143 2016    | Si                  | Ex 4719 de la 134 ex ex 1201 de la 161                           |
| 4858    | TodoBus Pompeya II   | Agrale MT15.0LE | OPB412 2015    | Si                  | Ex 810 de la 117                                                 |
| 4859    | TodoBus Pompeya II   | Agrale MT17.0LE | PMP117 2016    | Si                  | Ex 4720 de la 134 ex ex 816 de la 117                            |
| 4860    | TodoBus Pompeya II   | Agrale MT17.0LE | PNX646 2016    | Si                  | Ex 4723 de la 134 ex ex 849 de la 117                            |
| 4861    | TodoBus Pompeya II   | Agrale MT17.0LE | PNX651 2016    | Si                  | Ex 4727 de la 134 ex ex 819 de la 117                            |
| 4862    | TodoBus Pompeya II   | Agrale MT17.0LE | PNX648 2016    | Si                  | Ex 4728 de la 134 ex ex 830 de la 117                            |
| 4863    | TodoBus Pompeya III  | Agrale MT15.0LE | AD414CO 2019   | Si                  | Ex 9317 de la 164 ex ex 4410 de la 115                           |
| 4864    | TodoBus Retiro       | Agrale MT17.0LE | AF395WN 2022   | Si                  | -                                                                |
| 4865    | TodoBus Pompeya III  | Agrale MT17.0LE | AD882PZ 2019   | Si                  | Ex 2444 de la 108                                                |
| 4866    | TodoBus Pompeya II   | Agrale MT17.0LE | PNX650 2016    | Si                  | Ex 4730 de la 134 ex ex 847 de la 117                            |
| 4867    | TodoBus Pompeya III  | Agrale MT17.0LE | AD882PY 2019   | Si                  | Ex 2442 de la 108                                                |
| 4868    | TodoBus Retiro       | Agrale MT27.0LE | AE971FZ 2021   | Si                  | -                                                                |
| 4869    | TodoBus Retiro       | Agrale MT27.0LE | AE971GB 2021   | Si                  | -                                                                |
| 4870    | TodoBus Retiro       | Agrale MT27.0LE | AE971GA 2021   | Si                  | -                                                                |
| 4871    | TodoBus Pompeya II   | Agrale MT15.0LE | OPB417 2015    | Si                  | Ex 868 de la 117                                                 |
| 4872    | TodoBus Pompeya II   | Agrale MT15.0LE | OPB410 2015    | Si                  | Ex 841 de la 117                                                 |
| 4873    | TodoBus Retiro       | Agrale MT27.0LE | AF021OW 2021   | Si                  | -                                                                |
| 4874    | TodoBus Retiro       | Agrale MT27.0LE | AF021OZ 2021   | Si                  | -                                                                |
| 4875    | TodoBus Retiro       | Agrale MT17.0LE | AF069QH 2021   | Si                  | -                                                                |
| 4876    | TodoBus Retiro       | Agrale MT17.0LE | AF069QQ 2021   | Si                  | -                                                                |
| 4877    | TodoBus Retiro       | Agrale MT17.0LE | AF069RM 2021   | Si                  | -                                                                |
| 4878    | TodoBus Pompeya II   | Agrale MT15.0LE | OPB416 2015    | Si                  | Ex 820 de la 117                                                 |
| 4879    | TodoBus Pompeya II   | Agrale MT15.0LE | OPB415 2015    | Si                  | Ex 802 de la 117                                                 |
| 4880    | TodoBus Pompeya II   | Agrale MT17.0LE | POS919 2016    | Si                  | Ex 4722 de la 134 ex ex 4882 de la misma ex ex ex 4 de la misma  |
| 4881    | TodoBus Pompeya II   | Agrale MT17.0LE | PON400 2016    | Si                  | Ex 4724 de la 134 ex ex 850 de la 117                            |
| 4882    | TodoBus Retiro       | Agrale MT17.0LE | AF951SC 2023   | Si                  | -                                                                |
| 4883    | TodoBus Retiro       | Agrale MT17.0LE | AF951SB 2023   | Si                  | -                                                                |